# Вентролатеральное преоптическое ядро
Вентролатеральное преоптическое ядро (англ. Ventrolateral preoptic nucleus, VLPO; другие варианты перевода — вентролатеральное ядро преоптической области, вентролатеральная преоптическая область) — небольшой участок нейронов в переднем ядре гипоталамуса, расположенный над перекрёстом зрительных нервов в головном мозге человека и животных. Один из центров сна головного мозга (куда также входят парафациальная зона продолговатого мозга, прилежащее ядро и нейроны меланин-концентрирующего гормона латеральной области гипоталамуса). Вместе с восходящей активизирующей ретикулярной системой и системой орексинных аксонов латерального гипоталамуса образует связанную систему нейронов, контролирующих состояния бодрствования, сна, а также переходы между двумя этими состояниями. Вентролатеральное преоптическое ядро активизируется в процессе сна (в основном в ходе медленного сна, NREM-сон), и выделяет тормозные нейромедиаторы, в основном ГАМК и галанин, которые ингибируют нейроны восходящей активизирующей ретикулярной формации, отвечающие за поддержание бодрствования. Активизация вентролатерального преоптического ядра осуществляется нейромедиаторами серотонином и аденозином, а также простагландином D2. Ингибирование вентролатерального преоптического ядра осуществляется нейромедиаторами норадреналином и ацетилхолином. Изучение данной области и её значение в регулировании сна и бодрствования, включая нарушения сна, является предметом повышенного интереса у нейробиологов.

## Структура
Около 80 % нейронов вентролатерального преоптического ядра являются ГАМК-эргическими (тормозными нейронами, использующими в качестве нейромедиатора гамма-аминомасляную кислоту).
Эксперименты на крысах продемонстрировали, что две трети  вентролатерального преоптического ядра состоит из гомогенных мультиполярных нейронов треугольной формы с  низкопороговыми кальциевыми каналами.
Около двух третей нейронов в этой области активируются во время сна. Ингибирирование активности мультиполярных нейронов данной области происходит при помощи норадреналина и ацетилхолина. Известно два типа мультиполярных нейронов вентролатерального ядра преоптической области:
- Тип 1 — ингибируются серотонином.
- Тип 2 — возбуждаются серотонином, а также аденозином.

Известно, что концентрация серотонина и аденозина возрастает во время бодрствования, поэтому, вероятно, нейроны типа 2 играют роль в засыпании, а нейроны типа 1 — в консолидации сна.
Передача возбуждения в оставшейся трети нейронов вентролатерального преоптического ядра осуществляется посредством норадреналина. Их роль остаётся неизученной.

## Функции

### Сон и бодрствование

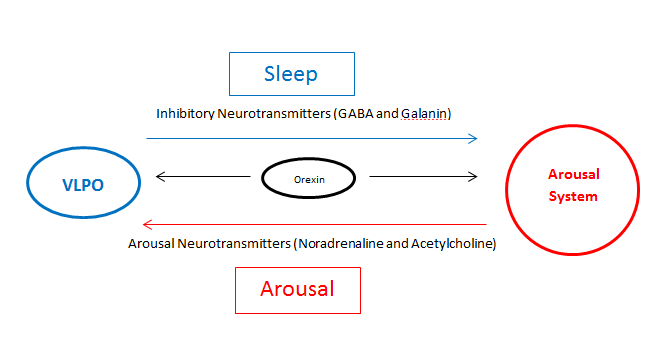
Схематическое изображение гипотезы «выключателя» (Flip-Flop Switch Hypothesis)

Ещё в середине XX века было обнаружено, что повреждения вентролатерального преоптического ядра у крыс и кошек вызывает бессонницу, что подтвердило ключевую роль ядра в регулировании сна. Вентролатеральное преоптическое ядро иннервирует клеточные тела и проксимальные дендриты областей мозга, которые отвечают за состояние бодрствования: туберомамиллярное ядро (TMN), ядра шва, голубое пятно, педункулопонтийное тегментальное ядро, латеродорсальное тегментальное ядро, чёрную субстанцию, околоводопроводное серое вещество и орексинные нейроны. Все эти ядра и области входят в так называемую диффузную модуляторную систему (DMS).
Вентролатеральное преоптическое ядро активизируется серотонином, аденозином и простагландином D2, концентрация которых повышается во время бодрствования. Большинство нейронов ядра VLPO являются ГАМК-эргическими и галанин-эргическими, то есть секретирующими тормозные нейромедиаторы ГАМК и галанин соответственно. Секреция этих тормозных медиаторов подавляет систему бодрствования и вызывает сон. Вентролатеральное преоптическое ядро также получает восходящие проекции из диффузной модуляторной системы, отвечающей за бодрствование. Эти восходящие проекции ретикулярной формации секретируют нейромедиаторы норадреналин и ацетилхолин, которые тормозят вентролатеральное преоптическое ядро и вызывают пробуждение и бодрствование. Активность вентролатерального преоптического ядра обратно пропорциональна активности системы бодрствования (при активизации вентролатеральной преоптической области активность системы бодрствования снижается, и наоборот).
Одной из теорий, объясняющих функционирование вентролатерального преоптического ядра, является гипотеза «выключателя» (англ. Flip-Flop Switch Hypothesis). Согласно данной гипотезе, вентролатеральное преоптическое ядро и систему бодрствования можно представить в качестве двух положений «переключателя»; в конкретный момент времени активной может быть только одна из этих систем, «переключая» мозг в состояние сна или бодрствования соответственно. Орексинные нейроны заднего отдела гипоталамуса возбуждают ядра мозговой «системы бодрствования», а также, вероятно, ингибируют активность вентролатерального преоптического ядра. Таким образом, орексинные нейроны играют существенную роль в «переключении» состояний сна и бодрствования.

### Циркадные ритмы
Сон тесно связан с циркадными ритмами. У млекопитающих регулирование циркадных ритмов осуществляет супрахиазматическое ядро гипоталамуса, небольшое количество проводящих путей из которого идёт в вентролатеральное преоптическое ядро. Как считается, эти пути активируют ГАМК-эргические нейроны вентролатерального преоптического ядра,  что инициирует начало сна. Из вентролатерального преоптического ядра также отходят пути в супрахиазматическое ядро; это может означать, что  вентролатеральное преоптическое ядро также оказывает влияние на циркадные ритмы млекопитающих.

## Клиническое значение

### Бессонница
Люди преклонного возраста с большим количеством галаниновых нейронов в вентролатеральном ядре имеют продолжительный, качественный сон, тогда как снижение количества этих нейронов связывают с фрагментированным сном (больше пробуждений посреди ночи).
Повреждения вентролатерального преоптического ядра у крыс вызывает снижение длительности медленного сна (NREM-сон) на 50—60 % и вызывает продолжительную бессонницу. Вероятно, нарушения работы вентролатерального преоптического ядра вызывают недостаточно регулярное и слабое торможение системы бодрствования, что приводит к частым ночным пробуждениям пациентов с бессонницей.

### Нарколепсия
Нарколепсия типа I ассоциируется с недостатком орексинов, что приводит к нарушениям нормальных «переключений» между вентролатеральным преоптическим ядром и системой бодрствования, включая приступы внезапного дневного засыпания и нарушения ночного сна.

### Глубокая стимуляция головного мозга
В 2013 году был протестирован метод глубокой стимуляции мозга посредством «проектора магнитного поля» (англ. Magnetic Field Projector). Данный метод, использованный на крысах, продемонстрировал активизацию нейронов вентролатерального преоптического ядра и вызвал сон. Этот новый метод глубокой стимуляции мозга не требует хирургических вмешательств и гораздо дешевле, чем ранее применявшиеся методики, однако на людях он ещё не тестировался.

### Анестезия
Согласно исследованиям, некоторые средства для наркоза, например, изофлуран и галотан, повышают активность вентролатерального преоптического ядра у мышей. Пропофол также повышает активность ГАМК-эргических нейронов в вентролатеральном преоптическом ядре.